# Ламін Камара
Ламін Камара (фр. Lamine Camara; нар. 1 січня 2004) — сенегальський футболіст, півзахисник французького клубу «Монако».
Виступав, зокрема, за клуби «Женерасьйон Фут» та «Мец», а також національну збірну Сенегалу.

## Клубна кар'єра
Народився 1 січня 2004 року. Вихованець юнацьких команд футбольних клубів «Каса Спортс» та «Женерасьйон Фут».
У дорослому футболі дебютував 2021 року виступами за команду «Женерасьйон Фут», у якій провів два сезони, взявши участь у 23 матчах чемпіонату. 
До складу клубу «Мец» приєднався 2023 року. Станом на 18 вересня 2023 року відіграв за команду з Меца 17 матчів у національному чемпіонаті.

## Виступи за збірні
Залучався до складу молодіжної збірної Сенегалу. На молодіжному рівні зіграв у 9 офіційних матчах, забив 2 голи.
У 2023 році дебютував в офіційних матчах у складі національної збірної Сенегалу.
У складі збірної був учасником Кубка африканських націй 2023 року у Кот-д'Івуарі.